# Chá de bebê
Um chá de bebé, também conhecido como chá de cegonha e chá de berço,[carece de fontes?] é um evento onde a futura mãe (os futuros pais) recebe presentes para seu bebé que está para chegar. Normalmente, a festa é organizada entre o 6.º e 8.º mês da gestação. É uma tradição popular no Brasil e muitos outros países.

## Em outros países
Na Índia a família reúne-se no 7.º mês de gravidez para uma grande festa. Durante a cerimónia são feitas as orações para o bem-estar da mãe e do bebé e para que tenham um parto seguro e com boa saúde. As mães são adornadas com colares feitos de jasmim.
Na República Dominicana não é festa se não houver muita comida, muita dança e música. A festa só acaba quando toda a gente estiver cansada. A celebração é uma surpresa para o casal.

## Tradições e tendências actuais
Tradicionalmente um chá de bebé é oferecido só para a futura mãe e só as mulheres participam. No entanto, a prática começa mudar e já é comum homens participarem do evento.

## Variação
1. Chá de fraldas — apenas fraldas como presentes ou em alguns casos produtos de cuidados para bebés